# آنا بالاکیان
آنا بالاکیان (ارمنی: [] Error: {{Lang}}: فاقد متن (راهنما); انگلیسی: Anna Balakian؛ زاده ۱۴ ژوئیه ۱۹۱۵ – درگذشته ۱۲ اوت ۱۹۹۷) منتقد ادبی، پژوهشگر ادبیات تطبیقی و استاد دانشگاه ارمنی‌تبار اهل ایالات متحده آمریکا بود.

## زندگینامه
وی در ۱۴ ژوئیه ۱۹۱۵ در کنستانتینوپل به دنیا آمد و از دانشگاه کلمبیا و کالج هانتر فارغ التحصیل شد. وی همچنین برندهٔ جوایزی همچون کمک‌هزینه گوگنهایم شده است. وی در ۱۲ اوت ۱۹۹۷ در سن ۸۲ سالگی در نیویورک سیتی درگذشت.